# É Proibido Fumar (álbum de Roberto Carlos)
"É Proibido Fumar" es el tercer álbum de estudio del cantautor brasileño Roberto Carlos publicado en 1964.
Fue el único LP y Cassette que Roberto Carlos grabó dos veces: en 1962, con catorce temas, ocho formaron parte del Disco de Vinilo (de 1964) aquí relatado, siendo sustituidos por otros cuatro temas.
Los seis temas restantes, junto con otros seis temas nuevos, todos regrabados, conformarían el Long Play (LP) y Cassette " Roberto Carlos Canta para a Juventude ".

## Álbum
- Publicado por Discos CBS en agosto de 1964, É Proibido Fumar es el tercer álbum del cantante brasileño. El LP muestra a Roberto Carlos en busca de afirmación en la escena musical brasileña. Invirtió de una vez por todas en el rock and roll, sobre todo después del buen desempeño de su anterior disco, " Splish Splash ".
- "É Proibido Fumar" presenta como principales éxitos el tema principal (en colaboración con Erasmo Carlos ) y "O Calhambeque" - versión de "Road Hog" , de John y Gwen Loudermilk. Tanto "O Calhambeque" como " É Proibido Fumar " se convirtieron en verdaderos clásicos del rock brasileño, siempre presentes en sus shows. Otras canciones populares de este LP fueron "Um Leão Está Solto Nas Ruas" , "Minha História De Amor" , "Amapola" , "Rosinha" y las versiones de "I Was Born To Cry" (de Dion DiMucci) titulada "Nasci Para Chorar" y "Unchain My Heart", un éxito de Ray Charles que se convirtió en "Desamarre O Meu Coração".
- El tema "Broto Do Jacaré" se identifica con el estilo musical de la música surf y fue grabado por Roberto Carlos acompañado de The Angels (luego The Youngsters).[3]

## Lista de canciones[4]
- "É Proibido Fumar" (Roberto Carlos - Erasmo Carlos)
- "Um Leão Está Solto Nas Ruas" (Rossini Pinto)
- "Rosinha" (Oswaldo Audi - Athayde Julio)
- "Broto Do Jacaré" (Erasmo Carlos - Roberto Carlos)
- "Jura-Me" (Jovenil Santos)
- "Meu Grande Bem" (Helena dos Santos)
- "O Calhambeque (Road Hog)" (John e Gwen Loudermilk - versión: Erasmo Carlos)
- "Minha História De Amor" (José Messias)
- "Nasci Para Chorar" (I Was Born To Cry) (Dion DiMucci - versión: Erasmo Carlos)
- "Amapola" (Lacalle - Roberto Carlos)
- "Louco Não Estou Mais" (Erasmo Carlos - Roberto Carlos)
- "Desamarre O Meu Coração" (Unchain My Heart) (F.James - A.Jones - versión: Roberto Carlos)

## Músicos
- Roberto Carlos: Voz , Guitarra y Guitarra
- Sérgio Becker: Saxofón , de la banda The Angels
- The Angels (también conocidos como The Youngsters): todos los instrumentos y pistas